# Time község
Time község Norvégia Rogaland megyéjében, Jæren régióban helyezkedik el az ország délnyugati részén. Time község közigazgatási központja Bryne városa. 

## Általános adatok

### Nevének eredete
A község (korábban plébánia) a régi Time farmról kapta nevét, amely ó-norvégül Þímin, vagy Þímvin alakban szerepelt, mióta a legelső templom itt megépült. Az ónorvég elnevezés első szótagjának eddig ismeretlen a jelentése, ám a második -vin szótag jelentése rét, legelő. 

### Címere
A község címere a modern korból származik. A címert hivatalosan 1977. december 23-án fogadták el. A bíbic (Vanellus vanellus) lett a község címerállata, mert ez jellemző madárfaj a vidéken. A vörös háttér előtt álló bíbic széttárt, felfelé mutató szárnyai az optimizmust szimbolizálják.

## Nemzetközi kapcsolatok
A norvég Time község két településsel ápol testvérvárosi kapcsolatot:
- Alnwick, Northhumberland, Anglia
- Voerde, Wesel, Észak-Rajna-Vesztfália, Németország

## Itt született híres személyek
- Arne Garborg (1851–1924), író
- Fritz Røed (1928–2002), szobrász
- Alf-Inge Haaland (1972-), futballista

## Fordítás
Ez a szócikk részben vagy egészben  a   Time, Norway című angol Wikipédia-szócikk ezen változatának fordításán alapul.  Az eredeti cikk szerkesztőit annak laptörténete sorolja fel. Ez a jelzés csupán a megfogalmazás eredetét és a szerzői jogokat jelzi, nem szolgál a cikkben szereplő információk forrásmegjelöléseként.